# David Lee Roth
David Lee Roth (* 10. října 1954) je americký rockový bývalý zpěvák, skladatel a herec, který se proslavil účinkováním ve skupině Van Halen jako zpěvák a textař. Zároveň je úspěšný sólový umělec, který vydal několik platinových a zlatých desek. V roce 2007, během severoamerické tour se k Van Halen opět přidal a působil ve skupině do jejího rozpadu v roce 2021.
V říjnu 2021 David oznámil odchod z hudební branže do důchodu a 8. ledna 2022 odehrál v klubu House of Blues v Las Vegas svůj poslední koncert.

## Diskografie

### SVan Halen
- Van Halen (1978)
- Van Halen II (1979)
- Women and Children First (1980)
- Fair Warning (1981)
- Diver Down (1982)
- 1984 (1984)
- Best of Volume I (1996)

### Sólo
- Crazy from the Heat (EP, 1985)
- Eat'em and Smile (1986)
- Skyscraper (1988)
- A Little Ain't Enough (1991)
- Your Filthy Little Mouth (1994)
- The Best (1997)
- DLR Band (1998)
- Diamond Dave (2003)
- Strummin' With The Devil (2006)